# RPG-30
RPG-30「钩子」（羅馬化：RPG-30 "Kryuk"）是俄罗斯研发生产的单兵肩扛式一次性反坦克火箭弹发射器。

## 历史
RPG-30首次出现于2008年，玄武岩设计局公布了这一型“主要应对坦克上反应装甲和主动防御系统”的反坦克火箭弹发射器。 “竞技场”、“鸫”、“奖杯”等主动防御系统（Active Protection Systems，APS）通过在反装甲武器发射的投射物接触装甲之前摧毁它们来保护装甲车辆，而RPG-30通过一些技术使得APS失效。 RPG-30在2012-2013年间完成了测试并迅速进入现役，五角大楼很快将这一型武器增至“美军面临的不对称威胁”列表中。

## 描述
RPG-30，与其前型RPG-27相同，是单兵携带，一次性使用的反坦克火箭发射器。 与RPG-27不同的是，除了主发射器外，RPG-30前部还有一个直径较小的，用于在火箭弹发射前发射诱饵弹的侧发射器。诱饵弹利用APS无法连续防护的特点，在火箭弹发射前先行发射欺骗目标的APS生效，这样火箭弹便能击中目标车体。
PG-30是RPG-30配套使用的弹药，其口径为105mm，采用串联炸药与锥型装药，重10.3 公斤（22.7 磅）。其射程约200米，射程内能够击穿600mm均质钢装甲（RHA）、1500mm钢筋混凝土、2000mm砖墙或3500mm土墙。

## 媒体报道
2012年，以色列国家新闻网引述以色列国防报告，称拉斐尔先进防卫系统公司为了应对RPG-30，已开发出一种名叫“Trench Coat”的防御系统，用以与现有的奖杯系统形成互补。这套系统包含一个能够探测360°范围内所有威胁的雷达，携带17发弹药用以击毁来袭的导弹。
2017年，美国军事网站Task and Purpose发表评论文章《美军正在寻求新型坦克升级配件，然而俄国人已经开发出针对它们的最佳武器》，介绍了RPG系列武器在面对如英国“挑战者2型”或是美国“M1艾布拉姆斯”等现代主战坦克时的威胁，以及五角大楼正在进行的主动防御系统招标测试工作。文章中引用2015年玄武岩设计局局长接受俄通社采访时提到的新型武器性能评价：“俄罗斯新型反坦克武器新在发射时先打出一发被称为‘密探’的42mm诱饵弹，随后105mm主武器才开火。”
2019年特拉维夫防务展前夕，俄通社援引以色列防务部门内部消息人士的说法，称“Trophy APS系统在对阵俄国新型反坦克武器时，表现不佳”，并评论称“事实上这类系统并不是灵丹妙药，尤其是在遇到饱和攻击的时候。”

## 使用國

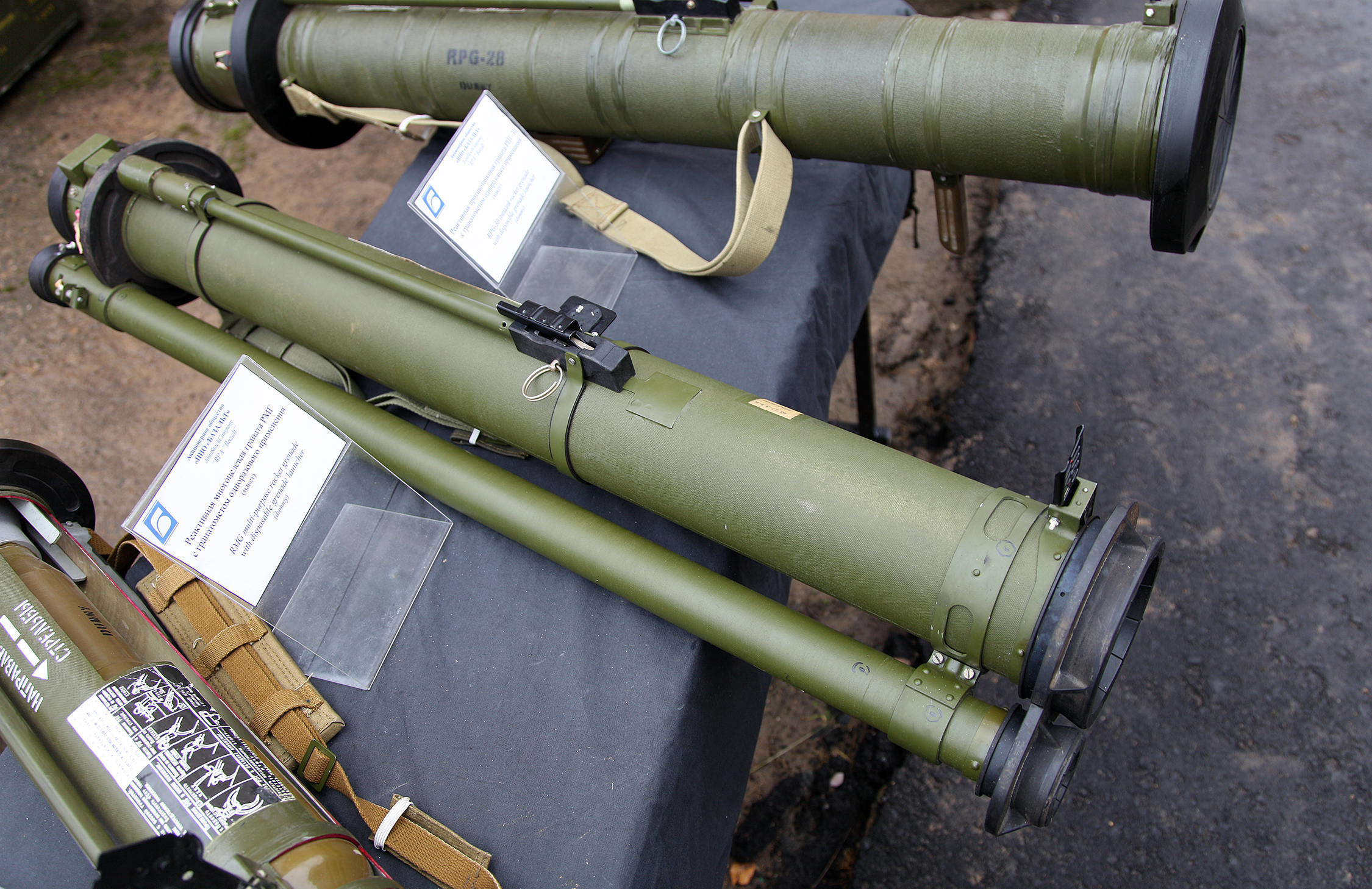
2016年国际防务展上的RPG-30

- 俄羅斯
- 乌克兰[a]